# Tultia
Der Tultia, auch Tüpsia, war ein Volumenmaß in Algerien und hatte, trotz unterschiedlicher Teilung in kleinere Maße, 480 Liter. 
Das Maß galt für Getreide und Salz. Flüssigkeiten rechnete man nach dem Kulla (16 Liter in der Praxis, genau 16 2/3 Liter) und Öl nach dem Metalli (16,951 bis 18,419 Kilogramm).
- Constantine: 1 Tultia = 4 Saah
- Algier: 1 Tultia = 8 Saah = 480 Kilogramm[1]